# Samye
| Tibetische Bezeichnung                     |
| ------------------------------------------ |
| Tibetische Schrift: བསམ་ཡས་                |
| Wylie-Transliteration: bsam yas gling      |
| Offizielle Transkription der VRCh: Samyai  |
| THDL-Transkription: Samyé                  |
| Andere Schreibweisen: Samye, Samyä, Samyay |
| Chinesische Bezeichnung                    |
| Traditionell: 桑耶寺                       |
| Vereinfacht: 桑耶寺                        |
| Pinyin:Sāngyē Sì                           |

Samye ist eine als Mandala erbaute Tempel- und Klosteranlage im Kreis Dranang Dzong, Regierungsbezirk Lhokha am nördlichen Ufer des Yarlung-Flusses (Brahmaputra), etwa 60 km südöstlich von Lhasa im Autonomen Gebiet Tibet der Volksrepublik China gelegen.

## Geschichte

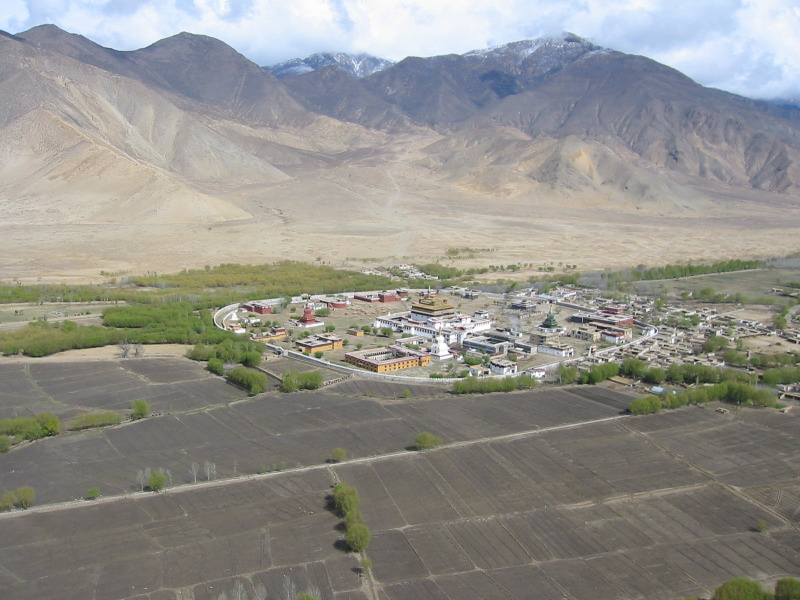
Samye, das älteste Kloster Tibets

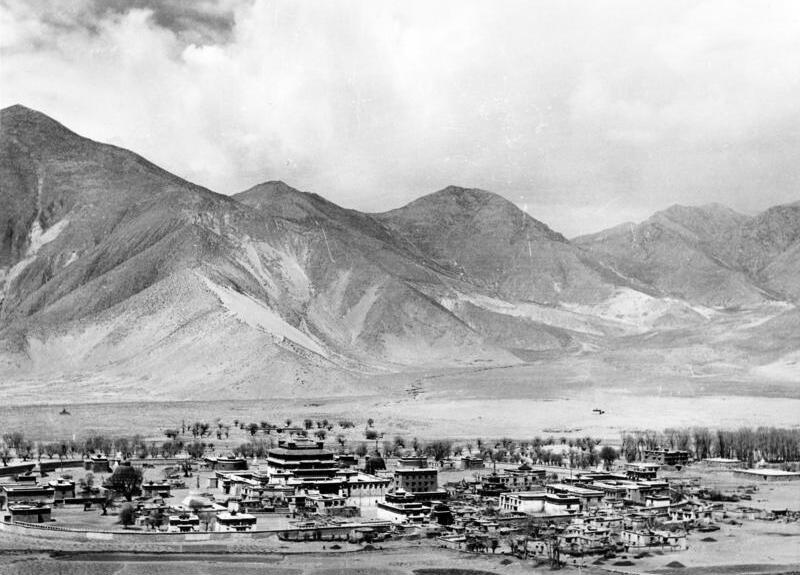
Kloster Samye 1939

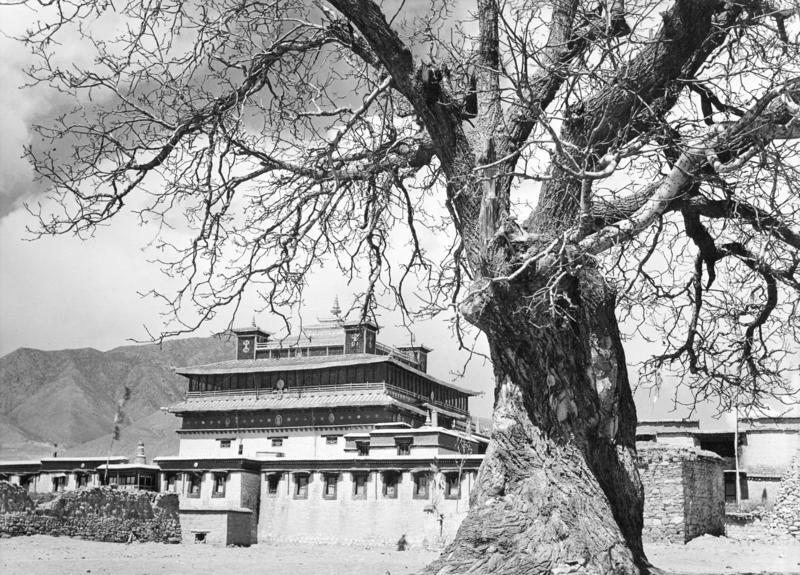
Zentraler Tempel 1938

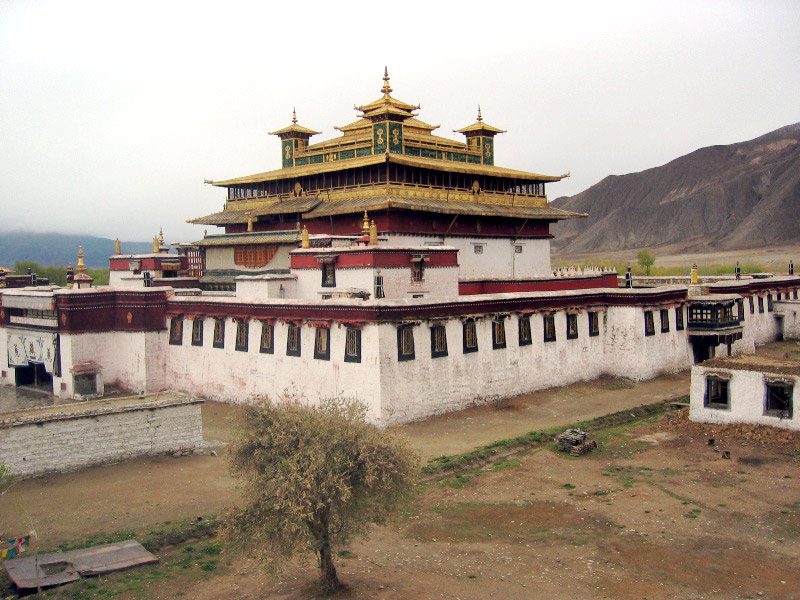
Zentraler Tempel in Samye heute

Samye („Über alle gedankliche Vorstellung Hinausgehende“) ist das älteste buddhistische Kloster Tibets und wurde um 775 unter der Herrschaft des tibetischen Königs Thrisong Detsen (regierte 755-797) am Fuße des Berges Hepori errichtet. Der große tantrische Meister Padmasambhava und Shantarakshita, der Abt der indischen Klosteruniversität Nalanda, ein bedeutender Gelehrter des Mahayana-Buddhismus, leiteten den Bau der Anlage. Padmasambhava führte die Einweihung des Tempels aus, wobei sich nach der Überlieferung verschiedene wundervolle Zeichen manifestierten. In Samye wurden daraufhin die ersten buddhistischen Mönche Tibets ordiniert, die sogenannten „Sieben Auserwählten“ (siehe dazu unten). Offiziell erbaut, um die Tauglichkeit der Tibeter für das Mönchsleben zu erproben, markiert es in einer Zeit, da die Auseinandersetzungen zwischen Buddhisten und Anhängern des Bön – zugleich ein Machtkampf zwischen Königtum und Adel – noch nicht entschieden waren, den Beginn der buddhistischen Klosterkultur Tibets. Auch wegen dieser Spannungen dürfte die Errichtung des ersten tibetischen Klosters wohl so weit von Lhasa entfernt stattgefunden haben.
Auf Veranlassung von Thrisong Detsen soll hier 792 bis 794 ein Konzil von Vertretern indischer und chinesischer Ausrichtungen des Buddhismus stattgefunden haben, das als Konzil von Samye oder auch als Konzil von Lhasa bekannt ist.
Das Kloster Samye wurde im 9. Jahrhundert, während der ersten Übersetzungswelle buddhistischer Schriften aus dem indischen Sanskrit ins Tibetische, als zentraler Übersetzungsort genutzt. Aus dieser Übersetzungszeit ging die Nyingma-Schule des tibetischen Buddhismus hervor und die Grundlagen zur Verbreitung der Lehren Buddhas in späteren Zeiten wurden gelegt. Die verschiedenen Tempel dienten zugleich auch als Ort für Belehrungen, Einweihungen und Meditation.
Bereits zur Regierungszeit des tibetischen Königs Lang Darma (regierte ca. 936 bis 942) wurde die Ausübung des Buddhismus in Tibet verboten, ihre Anhänger verfolgt und Mönche gezwungen, in den Laienstand zu treten. Samye war in dieser Zeit als Lehrzentrum des Buddhismus verwaist. In späteren Jahrhunderten wurde der in seiner äußeren Form verdrängte Buddhismus in einer neuen Übersetzungsphase ab dem 11. Jahrhundert wiederbelebt. Diese Periode führte zur Gründung der Kadampa-, Kagyü-, Sakya- und etwas später der Gelug-Schule des tibetischen Buddhismus. Das Kloster Samye nahm in dieser zweiten Phase der Verbreitung des Buddhismus in Tibet rein äußerlich betrachtet keine vergleichbar vorrangige Stellung mehr ein. Die mit zahlreichen indischen Handschriften bestückte Klosterbibliothek brannte 1810 ab.
Schon während der 1930er Jahre war die vom Flugsand bedrohte Anlage fast vollkommen verlassen, kaum dreißig Mönche lebten noch hier. Während der Kulturrevolution (1966–1971) wurde Samye wie viele tibetischen Klöster entweiht und geplündert. Kulturgüter von unschätzbarem Wert wurden beschädigt oder zerstört.

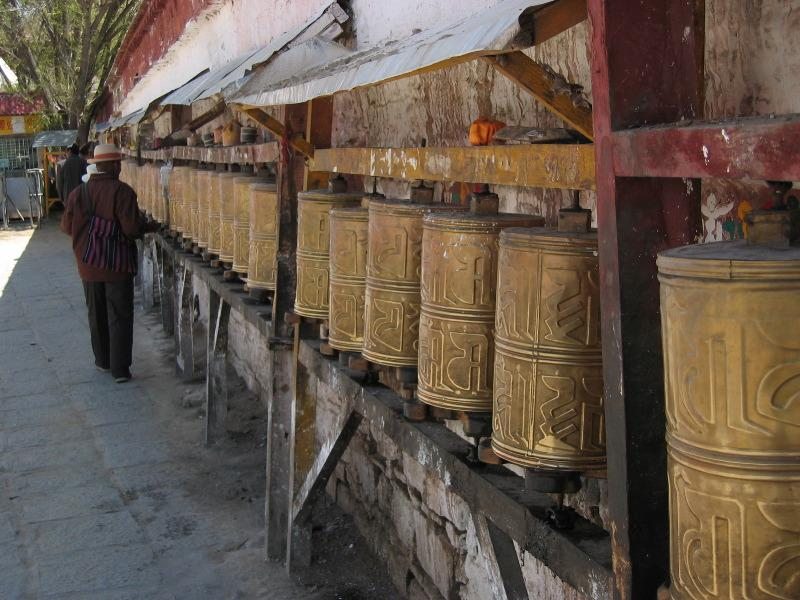
Gebetsmühle im Tempel Samye

Dilgo Khyentse Rinpoche (1910–1991), einer der bedeutendsten Nyingma-Meister des 20. Jahrhunderts, zugleich auch Lehrer des derzeitigen Dalai Lama, weihte die Tempelanlage gegen Ende der 1980er Jahre erneut ein. Heute wird sie von der Nyingma- und der Sakya-Schule gemeinsam verwaltet.
Das Kloster steht seit 1996 auf der Liste der Denkmäler der Volksrepublik China (4-90).

## Anlage

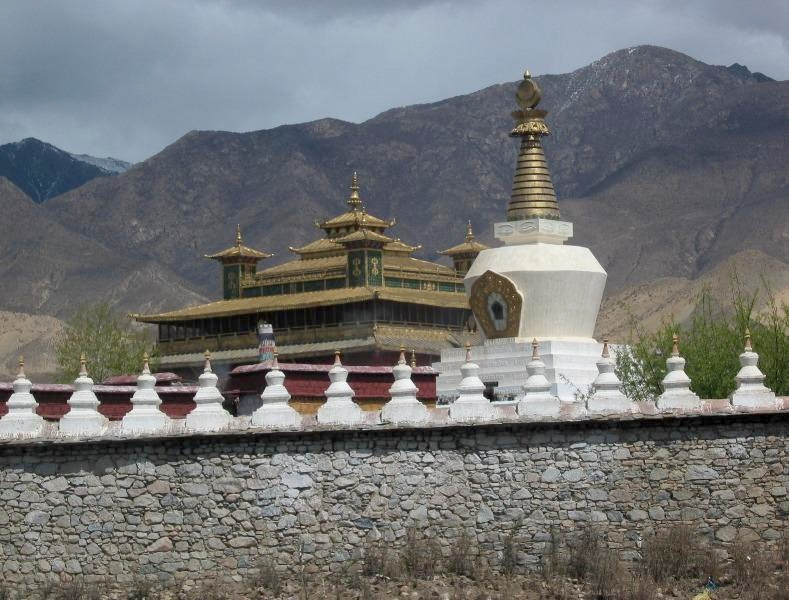
Zentraler Tempel, Stupa und Mauer

Die Tempelanlage formiert sich um einen großen dreistöckigen Zentraltempel, der in Stilen Indiens, Tibets und Chinas gestaltet wurde. In Der Lotosgeborene im Land des Schnees heißt es dazu: „Das oberste Stockwerk des dreistöckigen Zentraltempels wurde im indischen Stil erbaut, da Indien der Ursprung der Dharma-Tradition ist. Das mittlere Stockwerk wurde im chinesischen Stil erbaut, da China die Matriarchin war. Das untere Stockwerk wurde im tibetischen Stil erbaut, da Tibet der Patriarch war.“. Dieser Tempel diente zur Zeit Padmasambhavas dazu, Einweihungen in die geheimen Lehren des Vajrayana zu geben. Er ist an allen vier Seiten von Tempeln umgeben, die den Bodhisattvas Avalokitesvara, Aryapala, Manjushri und Maitreya gewidmet sind, mit insgesamt acht kleineren Tempeln dazwischen. An den vier Ecken des Zentraltempels wurden jeweils große Stupas errichtet. Die Tempelanlage ist von einer kreisrunden Mauer umgeben, die insgesamt 108 kleine Stupas trägt. Aufgrund dieser und anderer Besonderheiten trägt Samye auch den Beinamen Das Unfassbare. Die verschiedenen Tempel Samyes waren mit kostbaren Statuen und verschiedensten Ritualgegenständen ausgestattet.
Nach der Überlieferung inthronisierte Padmasambhava die Gottheit Pekar (Pehar) als Hauptschützer von Samye. Ein Tempel im Rahmen der Anlage Samyes ist daher als Tempel Pekars bekannt. Pekar entstammt der mongolischen Meditationsschule von Batha Hor und diente in seiner Funktion als Schützer Samyes 700 Jahre lang, bis er, einer Legende zufolge, zur Zeit des V. Dalai Lama Ngawang Lobsang Gyatso nach Nechung, nahe dem Drepung-Kloster in Zentraltibet, wechselte. Nachfolger in der Aufgabe des Schützers von Samye wurde die Gottheit Tsiu Marpo.

## Die Sieben Auserwählten
Die Namen der Sieben Auserwählten (tibetisch སད་མི་མི་བདུན Wylie sad mi mi bdun „Sieben Auserwählte“; vereinfachte chinesische Bezeichnung 七觉士; Pinyin Qi jue shi; englisch seven men who were tested u. a.) treten in sehr unterschiedlichen Übersetzungen auf.
Hierbei handelt es sich um:
- Ba Trizhi (rba khri gzigs), alias Nanam Dorje Dudjom (sna nam rdo rje bdud ’joms)
- Ba Selnang (sba gsal snang)
- Pagor Vairocana
- Ngenlam Gyelwa Choyang (rgyal ba mchog dbyangs)
- Khon Lu'i Wangpo Sungwa ( 'khon klu'i dbang po srung ba)
- Ma Rinchen Chog (rma rin chen mchog)
- Lasum Gyalwa Jangchub (la gsum rgyal ba byang chub)